# Старый пруд (Басё)
«Старый пруд» — хайку (трёхстишие) японского поэта Басё. Считается идеальным произведением японской поэзии, вершиной жанра и образцом простоты и безыскусности. Отличается совершенной звуковой гармонией, содержит несколько глубинных слоёв.
Басё создал это стихотворение весной 1686 года, и оно было опубликовано в августе того же года благодаря его ученику Какэю Ямамото (яп. 山本荷兮, 1648—1716), открывая коллективный сборник «Весенний день» («Хару-но хи»). В составленном Какэем сборнике было только три хайку Басё. В том году поэт не путешествовал и жил в своей хижине в Эдо, общаясь с учениками.

## История текста
Окончательный текст стихотворения звучит так:

古池や
蛙飛びこむ
水の音
Фуруикэ я
Кавадзу тобикому
Мидзу-но ото
Старый пруд!
Прыгнула лягушка.
Всплеск воды.
(пер. Т. И. Бреславец)
Старый пруд.
Прыгнула в воду лягушка.
Всплеск в тишине.
(пер. В. Марковой)
Старый пруд заглох.
Прыгнула лягушка.
Слышен тихий всплеск.
(пер. Н. И. Конрада)

Д. Барнхилл приводит два варианта английского перевода:

 «стихотворный»:
old pond -
a frog jumps in,
water’s sound 
и «прозаический»:
sitting by an old pond
a frog jumps in
giving off the sound of water .

В. Н. Маркова обращает внимание, что в оригинале слова «лягушка прыгает» стоят в позиции определения перед словом «вода» (мидзу), и второй и третий стих связаны (в отличие от ряда переводов).
Японский мыслитель XX века Дайсэцу Судзуки упоминает, что ключевой образ стихотворения возник в ходе диалога Басё с дзэнским учителем Буттё, который был настоятелем храма в Касиме провинции Симоса, и Басё обучался у него в 1681 году:

Буттё. Чем вы занимались всё это время?
Басё. После дождя мох такой зелёный.
Буттё. Что же раньше — Будда или зелень мха?
Басё. Слышали? Лягушка прыгнула в воду.

С этого времени, согласно Судзуки, началась новая эпоха в истории хайку.
История сочинения хайку известна из рассказа ученика Басё Кагами Сико в книге «Кудзу-но Мацубара» (1692): однажды весной «Старец из Банановой обители наслаждался уединением» к северу от Эдо:

…чуть накрапывал дождик, тихонько ворковали голуби, и цветы сакуры лениво роняли лепестки под нежным дуновением ветерка. То был день, когда особенно жалеешь о том, что скоро минует третья луна. Часто слышались всплески — это лягушки прыгали в воду.

Имеется в виду пруд рядом с жилищем Басё («Банановой кельей») в Фукагаве, предместье Эдо, где поэт поселился в 1680 году; в конце 1682 года жилище Басё сгорело, но вскоре было восстановлено.
Дональд Кин полагает, что из описания Сико следует, что хайку было сложено уже в 1682 году, но считает, что трудно поверить, что Басё оставил бы свой шедевр в забвении на несколько лет, и на самом деле описанная сцена относится к весне 1686 года. В. Маркова также указывает, что дата написания хайку в точности неизвестна — вероятно, это весна 1686 года, но возможно, что это случилось ранее (или его сочинение затянулось).
Ранняя редакция второй строки звучала: «кавадзу тондару», эта фраза более типична для языка хайку, и Басё исключил его.
Когда вторая и третья строки были сочинены, ещё отсутствовала первая, которая должна была определить фон стихотворения. Совместные с учениками поиски велись несколько дней. Такая тщательность в работе не была редкостью для Басё — некоторые его хайку существуют в четырёх-пяти вариантах. Хаттори Тохо понимал: «надобно с усердием вникать в исправления. В них — движения души Учителя!».
По рассказу Сико, Кикаку, ученик Басё, предложил учителю ввести в первую строку текст «ямабуки я», упомянув ярко-жёлтые цветы (уже названные вместе с лягушками в стихотворении Татибана-но Киётомо из «Кокинсю»: «Под пение лягушек опали цветы ямабуки…»).
Однако Басё ответил, что этот образ нарушил бы единство настроения: «Хокку — это не стихотворение, в котором сопрягаются два-три предмета, как вы это делаете. Хокку слагают так, будто выковывают тончайший лист золота». Вместо свежего горного потока, где цветут ямабуки, Басё сочинил хайку о старом пруде.

## Образ лягушки в японской поэзии
Лягушка встречается в японской поэзии, начиная с первой классической антологии «Манъёсю», чья десятая книга включает специальный подраздел «Поют о лягушках» из 5 танка (№ 2161—2165), и далее в «Кокинсю» (весна, № 125). В предисловии Ки-но Цураюки к «Кокинсю» голос лягушки назван рядом с песнью соловья при упоминании, что всё живое поёт свою собственную песнь.
Ямадзаки Сокан (1465—1553), автор комических хайку, написал стихотворение, желая описать вассалов, сидящих почтительно перед государем:

Руки положив на землю,
Почтительно исполняют песни
Лягушки.

И современник Басё Уэдзима Оницура в предисловии к сборнику 1692 года «Хайкай такасунаго сю», раскрывая понятие макото, упомянул соловья и лягушку в колодце среди поэтических тем неба и земли. Сам Басё при составлении сборника «Соломенный плащ обезьяны» заметил, что и прежде поэты слагали: «Сменяя межу, лягушки поют…». В рэнга, которое он сочинил с учениками Бонтё и Кёрай, говорится, что неумелый грабитель пугается лягушки в траве.
Принципиальным новаторством Басё была замена пения (квакания) лягушки на звук её прыжка, тем самым он вывернул стандартные поэтические ассоциации, в чём Харуо Сиранэ видит иронию и отклонение от устоявшегося взгляда.
Ученики Басё пытались продолжить хайку учителя или ответить на него. Кикаку дописал ещё две строки (вакику):

…аси-но вакаба ни
какару кумо-но и
…на молодых тростинках
висит гнездо паука

Другие ученики создали собственные стихи о лягушках, которые были собраны в сборнике «Кавадзу авасэ» (яп. 蛙合, «Состязание о лягушке», 1686). Его открывает хайку Басё, затем следует хайку Сэнки (яп. 仙化 Сэнка), расширяющее сцену действия по сравнению с первым:

итаикэ ни
кавадзу цукубау
укиха кана
скромно
лягушка притаилась
на плавучем листе!

Поэт Кагава Кагэки (1768—1843) перефразировал стихотворение Басё в своём танка:

Пусть я не постиг
Сокровенной глубины
Старого пруда,
Но и нынче различаю
Всплеск в тишине…

## Мнения и оценки
В. Н. Маркова указывает на совершенство звуковой гармонии (особенно часто встречается гласный «у»), которая создаёт впечатление полной свободы, даже импровизации. Так как в хайку употреблен единственный глагол (в конце второй строки), то напряжённость действия возникает и сразу вновь снимается, затухает.
Т. И. Бреславец предлагает стандартное истолкование хайку, рассматривая стихотворение как пример саби. Весной поэт сидит у старого пруда. Тишина навевает печаль, но всплеск воды нарушает тишину и помогает достичь просветлённости.
В прочтении американского литературоведа Дональда Кина, старый пруд символизирует вечное, а лягушка — сиюминутное. Только возраст пруда подчёркивает эфемерность лягушки.
Реформатор хайку конца XIX века Масаока Сики написал отдельный трактат в форме диалога «Слово о хайку Басё „Старый пруд“», где проследил историю жанра от возникновения в начале XVI века, указав, что ранние хайку отличает более сложный стиль, свойственный и ранним стихотворениям самого Басё. Согласно Сики, прежние поэты не писали стихов о лягушке, но Басё осознал, что и она обладает очарованием и может стать объектом хайку, и таким образом обратился к обыденности и повседневности и после «Старого пруда» не создал ни одного «сложного» стихотворения.
Масаока Сики утверждал: хайдзин сказал бы, что смысл этого хайку — тайна, невыразимая словами. А учёный европейского склада заметил бы, что в стихотворении нет слова, прямо означающего тишину, но оно даёт ощутить тишину весеннего дня.
Японский литературовед Игараси полагает, что «услышав, как всплеснула вода, когда прыгнула лягушка, он [поэт] хотел бы скрыться в глубине подёрнутого зелёной ряской заглохшего пруда».
В статье 1935 года Сайсё Фумико предлагает представить, как поэт сидит в хижине у окна ранней весной и созерцает водную гладь пруда. Слабый всплеск воды от прыжка лягушки пробуждает его сознание и вызывает новое ощущение Жизни в Мире, открытие тайны вселенной, и сами собой, спонтанно, возникают 17 слогов хайку. По её словам, «это стихотворение позволяет японцам ощутить глубину, беспредельность и неподвижность Мира и неописуемое одиночество человека в нём».
В лекции 1935 года Харада Дзиро видит в стихотворении отпечаток ваби, считая древний пруд «символом молчаливого прошлого», а звук — только усиливающим мёртвую тишину мгновения и вызывающим в воображении ассоциации, связанные с бесконечностью.
Христианин Нитобэ Инадзо, критикуя стихотворение, выразил своё отношение к буддийскому пессимизму, считая, что это «сугубо национальный пруд», уединённый, где веселится жуткая отвратительная жаба.
Как указывает японский исследователь Харуо Сиранэ, если слово фуруикэ («старый пруд») имеет коннотации зимы, спячки, тишины, то движение лягушки имплицирует (содержит в себе) весну, жизненную силу, возрождение, подвижность. А союз я отсылает читателя назад и вперед между двумя частями стихотворения в круговом движении. В. Н. Маркова считает, что использование частицы «я» придаёт первому стиху большую эмоциональную нагрузку.
Хорикири Минору вспоминает, что когда император Акихито ещё был наследным принцем, он был приглашён к нему на дискуссию о хайку, и один из учёных заявил, что лягушки имеют обтекаемую форму и не производят шума. Сам Минору считает, что шум воды вполне слышим. Он указывает, что фраза «мидзу-но ото» обычно означает звук струящейся или капающей воды, а в данном стихотворении относится к слабенькому звучанию прыжка и ещё более выражает безграничное молчание. Всего, по подсчётам Минору, различные звуки упоминаются в 110 из 980 стихотворений Басё.
Д. Т. Судзуки считает, что Басё во всплеске воды открыл ту же таковость вещей, какую японист Р. Х. Блайс видел в лунной природе или природе вишни в цвету: «Этот звук, исходящий из старого пруда, был воспринят Басё как наполняющий всю вселенную. Не только всё окружающее полностью вошло в звук и исчезло в нем, но и сам Басё был вычеркнут из собственного сознания». После данного опыта «старый пруд перестал быть старым прудом, а лягушка — лягушкой», сам Басё же «воскрес» и превратился в «Звук» или «Слово», постигнув загадку бытия-становления.

## Комментарии
1. ↑  «август 1686 года» называет Маркова, согласно Бреславец — 1687 год
2. ↑   в русском переводе книги Кина: «жёлтые розы»
3. ↑   пер. Н. С. Шефтелевич, из книги Мукаи Кёрая «Наставления»; другой вариант перевода: «Хокку нельзя составлять из разных кусков… Его надо ковать, как золото» (Григорьева T. П. Японская художественная традиция. М., 1979)
4. ↑   может переводиться: «ах!, о!» (Большой японско-русский словарь. В 2 т. Т. 2. С. 579)

## Тексты на Викитеке
- s:Хайку о лягушке (Басё)
- s:en:Frog Poem